# 隋唐演义 (1996年电视剧)
《隋唐演义》，是1996年中国中央电视台根据古典小说《隋唐演义》改编制作的电视剧。原定60集，由于导演和制片方有矛盾，所以仅仅拍摄了20集。陈锐、邵峰、德力格尔、郑爽、黄海冰等主演。

## 演员表
- 邵峰 饰 杨广
- 陈锐 饰 秦琼
- 德力格尔 饰 程咬金
- 郑爽 饰 尉迟贞
- 李莲 饰 秦琼母
- 黄莺 饰 秦琼妻
- 沙玉华 饰 程母
- 马娅舒 饰 小翠
- 郝宗谦 饰 罗艺
- 李凤英 饰 罗艺妻
- 黄海冰 饰 罗成
- 张运济 饰 杨坚
- 谢琳 饰 独孤皇后
- 熊睿玲 饰 宣华夫人
- 吴丹 饰 萧皇后
- 李崇霄 饰 杨勇
- 王洪兰 饰 元妃
- 周铁海 饰 杨俊
- 王玉立 饰 杨林
- 叶钧 饰 韩擒虎
- 郭家义 饰 杨素
- 王世俊 饰 杨约
- 郑坤范 饰 宇文化及
- 陈之辉 饰 宇文成都
- 吕一丁 饰 李靖
- 戴云霞 饰 张出尘（红拂）
- 王文有 饰 李渊
- 张慧明 饰 李渊夫人
- 李永 饰 李建成
- 王迎春 饰 李世民
- 毕磊 饰 李元吉
- 秦雯雯 饰 平阳公主
- 赵彤 饰 柴绍
- 贾永志 饰 伍建章
- 张积英 饰 伍夫人
- 巴音 饰 伍云召
- 商莺 饰 伍妻
- 于燕凯 饰 伍保
- 王文升 饰 单雄信
- 张黎明 饰 徐懋功
- 周刚 饰 魏徵
- 张旭廷 饰 尤俊达
- 刘家成 饰 王伯当
- 王秀梅 饰 王君可
- 康凯 饰 齐国远
- 韩东 饰 李如圭
- 刘全 饰 张公瑾
- 金荣羽 饰 尉迟南
- 王鹏 饰 尉迟北
- 高峰 饰 雄阔海
- 许毛毛 饰 樊虎
- 高正舫 饰 金甲
- 高希路 饰 童环
- 万海峰 饰 贾润甫
- 李保成 饰 史大奈
- 李强 饰 唐璧
- 姬崇恭 饰 张衡
- 齐景斌 饰 姬威
- 刘洪林 饰 柳述
- 李俊国 饰 宇文恺
- 谢加起 饰 伍亮
- 谢金旗 饰 伍魁
- 赵乃勋 饰 麻叔谋
- 邢兆林 饰 小翠父
- 周殿英 饰 陈后主
- 李明臣 饰 彭公公
- 杜君 饰 雲昭訓
- 何志成 饰 肖世恩
- 李可 饰 五空大师
- 张凤书 饰 定云师太